# سوسکچه‌های نخستین هومالوسروس
سوسکچه‌های نخستین هومالوسروس(نام علمی: Homalocerus) نام یک سرده از تیره سوسکچه‌های نخستین است.